# Avigliana
Avigliana là một đô thị ở tỉnh Torino trong vùng Piedmont, với dân số khoảng 11.000 người, có vị trí cách khoảng Torino 25 km về phía tây. Avigliana nằm ở trong thung lũng Susa.

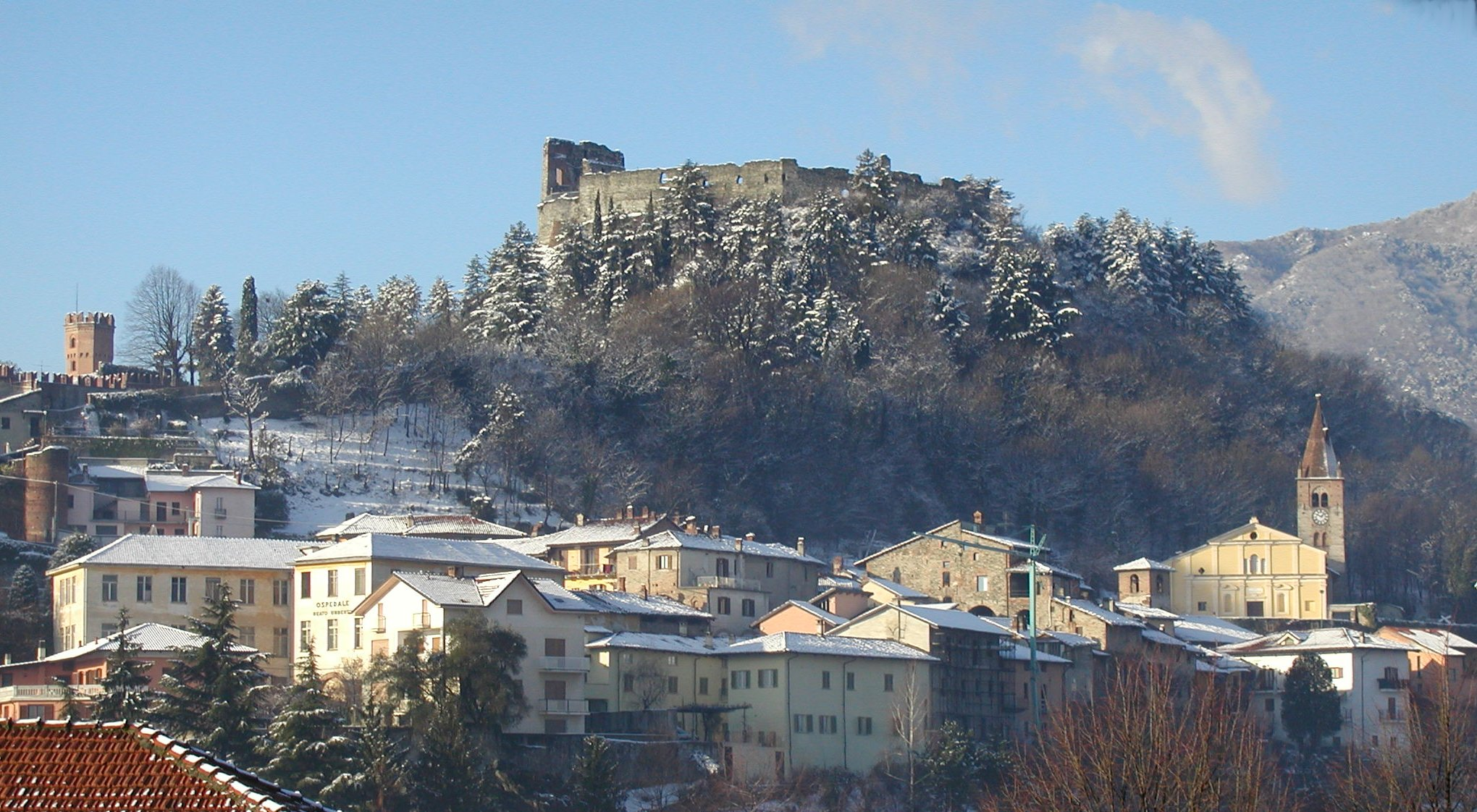
Lâu đài Avigliana.

Avigliana giáp các đô thị: Villar Dora, Almese, Caselette, Sant'Ambrogio di Torino, Valgioie, Buttigliera Alta, Giaveno, Reano, Trana.